# 아우토반 23호선
아우토반 23호선(독일어: Bundesautobahn 23)은 독일의 하이데에서 함부르크까지 직선으로 이어주는 독일의 연방 고속도로로, 총 연장은 87km이다. 대체적으로 보면 독일 연방도로 제5호선과 나란히 병주하는 것으로 보인다. 그래서 독일의 내륙지역인 함부르크를 기점으로 하고, 종점은 하이데이다. 그래서 아우토반 23호선과 독일 연방도로 5호선이 함께 병렬되는 구간은 에이다스테트, 후줌 등을 거쳐 페리를 통해 노드프리슬란트까지 연결시키고 있다.